# Осетер Янцзи
Осетер Янцзи (Acipenser dabryanus) — відносно невелика прісноводна риба роду осетер.
Має довге і струнке тіло. Колір тіла змінюється від темно-жовто-сірого на спині, до молочно-білого на череві. Молоді особини осетрів абсолютно чорні. Поширений виключно в річці Янцзи та її притоках — Мінг, Тао і Яілінг. Спосіб життя корейського осетра схожий з іншими представниками осетрових. Досягає довжини 2,5 м і ваги 120 кг. Самки осетра Янцзи статево дозрівають в віці 6—8 років, самці в — 4—5 років.